# 克尼特爾費爾德
克尼特爾費爾德（德語：Knittelfeld）是奧地利施泰尔马克州的城市，位於該國中部穆爾河畔，面積4.53平方公里，海拔高度645米，2012年人口11,552，其中六成居民信奉羅馬天主教。

## 外部連結
- 官方网站 （页面存档备份，存于） （德文）
- 图片与信息